# Avenida Los Leones
La avenida Los Leones es una arteria vial del sector oriente de Santiago, Chile. Se desplaza por la comuna de Providencia. Constituye un importante núcleo inmobiliario y educacional de la comuna.

## Toponimia
Previamente conocida como "Los Padres", la arteria vial fue renombrada a "Avenida Los Leones" mediante ley de la República en 1944, en referencia a la chacra Los Leones; que fue loteada por su dueño, Ricardo Lyon Pérez, para la urbanización de la comuna.

## Origen
La primera distribución de tierras de la zona, en el siglo XVI, favoreció a Pedro González de Utrera, Juan Valiente, Santiago de Uriona, Gonzalo de los Ríos y Diego de Oro. Hacia fines del siglo XVIII la Hacienda Lo Bravo pertenecía a Ramón Bravo y Covarrubias, propiedad que se extendía entre las actuales avenidas Providencia, Diego de Almagro, Tobalaba y Ricardo Lyon. El terreno luego pasó a José M. Matte (desde 1831), Adrián Mandiola y Vargas (1852) y Rosario Concha, viuda de Mandiola. Los herederos de doña Rosario la donaron a la beneficencia, adquiriéndola entonces Ricardo Lyon Pérez. Este sería quien habría hecho instalar los dos leones de bronce, obra francesa, que dieron el nuevo nombre de «Los Leones» a la chacra, el que conservó posteriormente esta avenida.

## Descripción

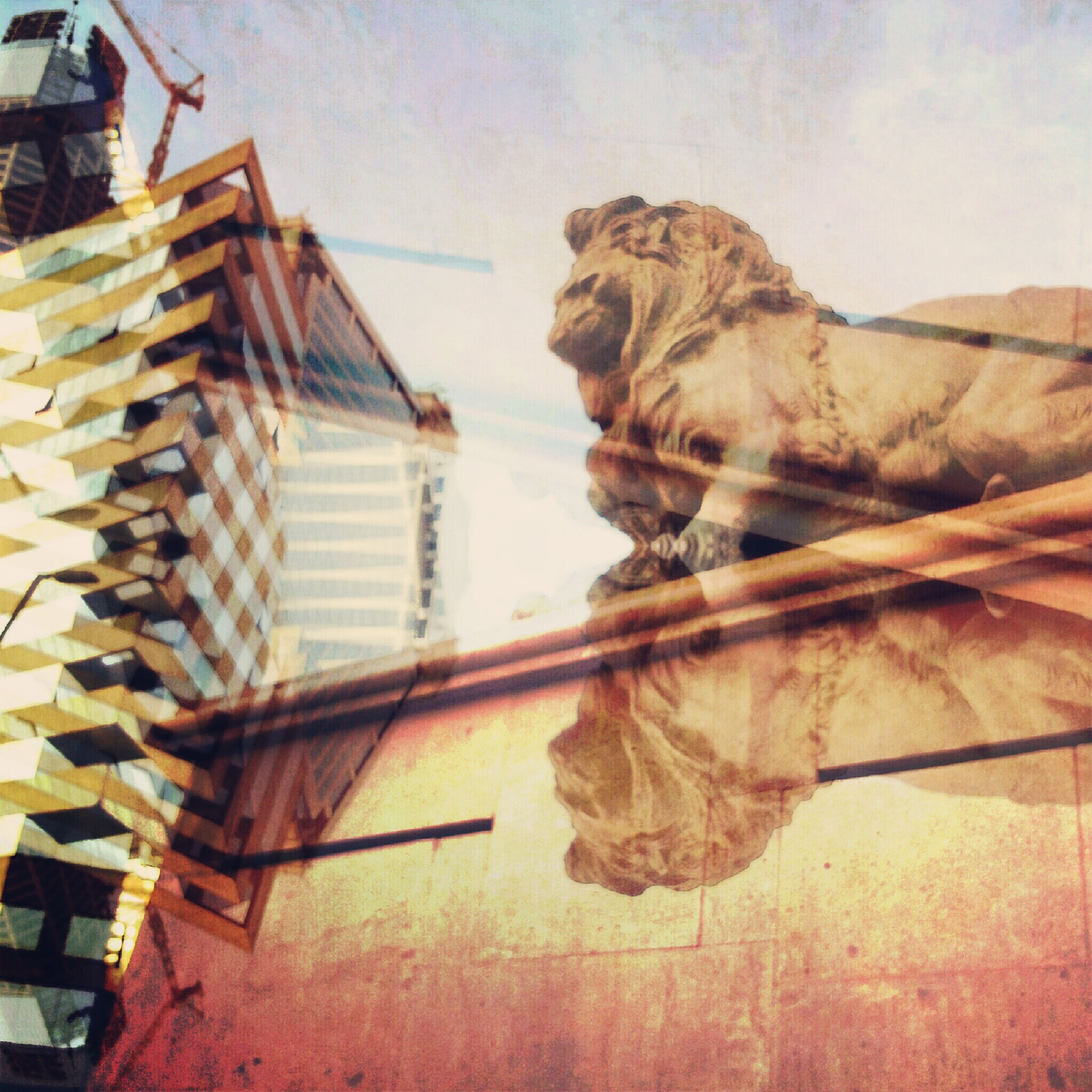
Leones de bronce en la intersección con la avenida Providencia.

La avenida Los Leones se inicia en su extremo norte en la esquina con la avenida Providencia. En dicha intersección se encuentran apostados dos leones de bronce, cuyo origen se atribuye a una donación realizada por Ricardo Lyon. Otros lo atribuyen a un botín de guerra arrebatado a Perú durante la Guerra del Pacífico.
En la esquina sur-poniente con la avenida Nueva Providencia se sitúa la Catedral Castrense de Chile, sede episcopal del Obispado Castrense de Chile.
La avenida constituye una importante arteria educacional del sector oriente de la ciudad. En ella se encuentran apostadas las universidades Andrés Bello, Mayor y San Sebastián.
Entre la avenida Providencia y Lota se extiende por ambos costados de la arteria el Barrio Los Leones, mayoritariamente comercial. Entre Lota y Pocuro se encuentra el Barrio Lyon, hacia el poniente, y el Barrio Las Lilas, hacia el oriente; y entre Pocuro y Diego de Almagro está el Barrio Plaza de la Alcaldesa, los tres sectores en su mayoría de carácter residencial. Al sur de Diego de Almagro se extiende el Barrio El Aguilucho, que destaca por ser un barrio residencial y gastronómico.
En toda la extensión de esta arteria capitalina en dirección al norte es posible apreciar como fondo la Gran Torre Santiago, actualmente el rascacielos más alto de Iberoamérica.

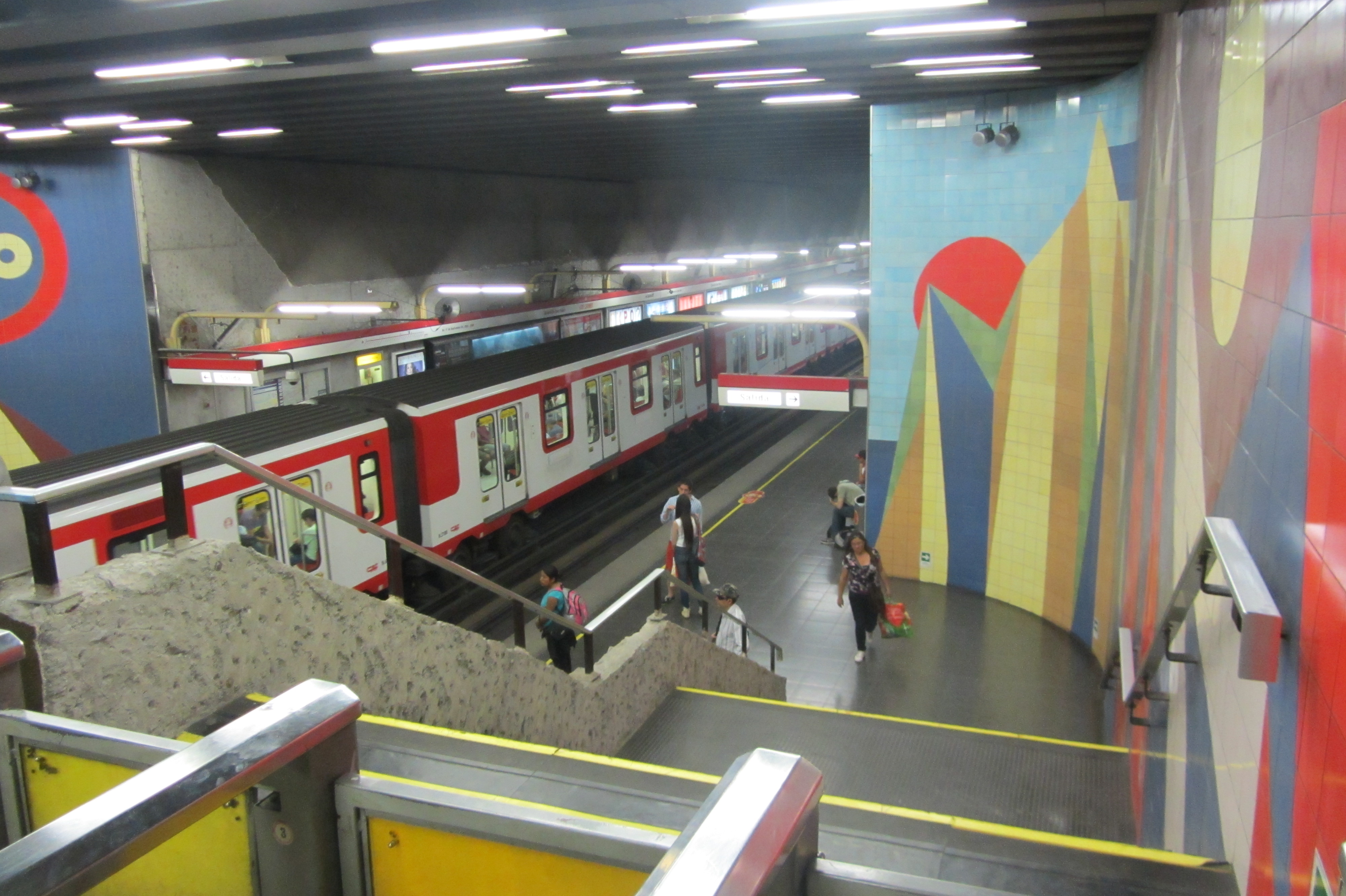
Estación Los Leones del Metro de Santiago.

La avenida también da su nombre a la estación de Metro homónima, ubicada a unos 350 metros de la intersección de la avenida Los Leones con la av. Providencia, en dirección al poniente.
En agosto de 2004 el entonces alcalde de Providencia, Cristian Labbé, entregó los trabajos de la remodelación de la avenida Los Leones, que se extendieron por casi dos años y que culminaron con un mes de anticipación a la fecha estipulada inicialmente.
La avenida Los Leones empalma con la calle Dr. Pedro Lautaro Ferrer, en el límite con la comuna de Ñuñoa, y continúa su curso por ésta en dirección al sur conformando un importante eje vial que prosigue por las avenidas General José Artigas, Chile-España y José Pedro Alessandri, para luego convertirse en la avenida Macul en la comuna homónima y luego en las avenidas La Florida y Camilo Henríquez. Por este eje vial está proyectada la línea 8 del Metro de Santiago, que unirá Providencia con Puente Alto y que tiene prevista su inauguración para el año 2033.